# Mina Loy
Mina Gertrude Lowy (Londres, 27 de dezembro de 1882 - Aspen, Colorado, 25 de setembro de 1966) foi uma poetisa, romancista e artista visual de vanguarda participante do primeiro modernismo de língua inglesa.
Viveu em Munique, Paris, Florença, Nova Iorque, entre outros lugares, e esteve ligada a artistas como Gertrude Stein e Picasso, e a movimentos como o Futurismo, quando vivia em Florença, tendo publicado poemas como "Aforismos sobre o Futurismo” (1914) na revista dos EUA, Camera Work, bem como ao Dadaísmo e o Surrealismo em Nova Iorque, publicando em revistas editadas pelo artista-poeta Marcel Duchamp e pelo poeta e crítico Walter Conrad Arensberg.
Sua obra, por longo tempo esquecida, embora poetas como Ezra Pound a considerassem uma das melhores produzindo poesia nos EUA no tempo em que lá residiu, começou a ser redescoberta e reunida a partir, apenas, da década de 1950.

Obras publicadas em português
- Escritura Estilhaçada: Manifesto Feminista, notas sobre a existência e outros escritos (Tradução de Maíra Mendes Galvão, Apresentação de Alexandre Barbosa de Souza), São Paulo, Edições 100/cabeças, 2020. 